# Thoracochaeta zealandica
Thoracochaeta zealandica är en tvåvingeart som först beskrevs av Harrison 1959.  Thoracochaeta zealandica ingår i släktet Thoracochaeta och familjen hoppflugor. Inga underarter finns listade i Catalogue of Life.